# Chalybion flebile
Chalybion flebile là một loài côn trùng cánh màng trong họ Sphecidae, thuộc chi Chalybion. Loài này được Lepeletier de Saint Fargeau miêu tả khoa học đầu tiên năm 1845.